# Romfell (PA.2)
El Romfell PA2 (Panzer Auto 2) fue un automóvil blindado utilizado por el Ejército austrohúngaro durante la Primera Guerra Mundial. En total, se construyeron dos unidades entre 1915 y 1918. Aunque solo se construyeron dos, el Romfell es un vehículo militar único. Con su distintivo cuerpo inclinado hacia adentro, torreta circular y ruedas de radios con llantas macizas, era el más moderno y atractivo de los automóviles blindados construidos en aquellos momentos.

## Historia
Antes de la Primera Guerra Mundial, el Ministerio de Guerra austrohúngaro no tenía interés en los automóviles blindados. Varias propuestas, como el Austro-Daimler Panzerautomobil fueron rechazadas. Se invirtió dinero en el desarrollo de trenes blindados, pero al comienzo de la guerra resultó no ser la opción correcta. Esto sería una factor que se volvería en su contra, cuando el principal oponente del Imperio austrohúngaro, Rusia, comenzó a hacer un amplio uso de los automóviles blindados, y pronto tuvieron que hacer frente a los italianos, cuyo ejército también hacía uso de esta arma. Esta fue la razón por la cual los militares comenzaron a mostrar interés en los automóviles blindados, lo que llevó a la creación del Junovicz PA1 y el Romfell en 1915. Donde el Junovicz parecía tosco e improvisado y sin embargo, el Romfell tenía un acabado de alto nivel.
Las dos personas responsables del Romfell fueron el hauptmann de ingenieros Romanić y el oberleutnant Fellner. El nombre Romfell estaba compuesto por las primeras letras de ambos apellidos. El diseño propuesto fue aprobado por el Departamento de Guerra, y el primer modelo fue construido en el verano de 1915. Este vehículo se probó entre setiembre y noviembre de 1915. Entre 1917 y 1918 le siguió un segundo, pero montado sobre en un chasis diferente. Es posible que varios más estuvieran en construcción al final de la guerra.

## Diseño
Con mucho, el rasgo inmediatamente más reconocible del Romfell fue su cuerpo curvado hacia adentro, sin ángulos rectos o superficies planas. Esta forma interior tenía la ventaja de rebotar los proyectiles y metralla hacia el suelo en lugar de hacerlas rebotar en el aire.
El primer Romfell fue construido en 1915 y probablemente se basó en un chasis del automóvil de turismo Mercedes 37/95, con el registro "A VI 865" y un motor de 95 hp con transmisión de cadena. Otra posibilidad sería que el vehículo estuviera basado en un chasis del camión Samson M09 Seilwindenwagen con un motor de 75 hp. El Romfell fue construido en 1915 y se completó a finales de agosto. La construcción tuvo lugar en el Automobil Ersatzdepot del ejército en Budapest, aunque varias empresas privadas estuvieron involucradas en el suministro de algunas piezas y ensamblajes.
El elegante diseño era muy avanzado para su época. El compartimento del conductor tenía tres persianas blindadas (una para el conductor, una para el copiloto y otra central para una segunda ametralladora opcional), escotillas laterales de dos piezas y una pequeña escotilla doble adicional sobre el compartimento del conductor. En la parte superior del casco se colocó una torreta cilíndrica montada en el centro de la parte trasera del vehículo que podía girar 360°. Se instaló una ametralladora Schwarzlose M1907/12 de 8 mm con una provisión de 3 000 cartuchos; esta podría orientarse razonablemente hacia arriba y, por lo tanto, también podía disparar a los aviones. Tenía suspensión de ballestas y tracción a las cuatro ruedas, que montaban llantas de goma maciza. La autonomía del vehículo oscilaba entre 100 y 150 km y la velocidad máxima era de 26 km/h. Una adición posterior al equipo fue un telégrafo inalámbrico Morse de la marca Siemens & Halske. Las planchas de acero dobladas del blindaje de 6 mm se remacharon al marco desde las esquinas, el peso era de alrededor de 3 t; esto es discutido por varias fuentes y también afirman que el peso podría ser de hasta alrededor de 7 toneladas. También se proporcionó una barra para la opción de enganchar un pequeño remolque, que también presentaba el blindaje inclinado hacia adentro y estaba destinado a transportar repuestos, municiones y combustible.
El segundo Romfell fue construido entre 1917 y 1918 y estaba basado en otro chasis, el del tractor de artillería Austro-Daimler M.09 Goliath con un motor de 6 cilindros que producía 90 hp. En 1918, al menos uno (quizás ambos) se convirtió al cambiar el chasis por uno de un camión Fiat 18 de 2 t capturado. Es posible que este chasis fuera la base de una nueva serie de vehículos blindados Romfell. La reconstrucción del Romfell indica que el vehículo era demasiado pesado para el primer chasis y, por lo tanto, tenía un rendimiento inferior. Lo llamativo del vehículo eran las grandes cruces pintadas en el frente y en ambos lados.

## Destino
La historia operativa del modelo es bastante desconocida. Fue asignado al 7º Ejército bajo el mando del teniente general Lajos Rákossy, y su primer despliegue tuvo lugar en octubre de 1915, en Galitzia. Desafortunadamente, no hay información sobre su uso en combate, todo lo que se puede saber es que fue retirado del frente debido a su mal estado a finales de agosto de 1916. Fue reparado en la planta de ensamblaje de vehículos n° 36 en Stryj, Ucrania y luego destinado al Kuk Panzerautozug Nr. 1 (sección de automóviles blindados n° 1) estacionado cerca de Údine. Existe una foto de un Romfell en el frente italiano en 1918, como parte de dicha unidad. que estaba equipada con dos Junovicz PA.1, el Romfell PA.2, un Lancia IZ y un vehículo blindado ruso Austin-Putilov capturados.
El segundo modelo, según Peter Jung, posiblemente fue dañado y reconstruido usando un chasis Fiat de 2 t capturado. Esto llevó a suponer que se construyeron aún más Romfell en estos chasis Fiat justo antes del final de la guerra.

## Vehículos blindados de similares características, uso y época
- Austin (vehículo blindado)
- Austro-Daimler Panzerautomobil
- Charron modelo 1905
- Ehrhardt EV/4
- Hotchkiss Modelo 1909 (vehículo blindado)
- Junovicz PA.1
- Lanchester 4×2
- Peugeot modelo 1914
- Renault modelo 1914
- Automóvil blindado Rolls-Royce
- White AM modelo 1915/1918

- Anexo:Vehículos blindados de combate de la Primera Guerra Mundial